# リジー&Lizzie
『リジー&Lizzie』（原題 Lizzie McGuire）は、2003年からディズニー・チャンネルで放送された海外ドラマ。オリジナルは2001年からアメリカで放送された。

## 概要
中学生のリジーが親友のゴードやミランダと共に送る学校生活を描いた作品。基本的には実写ドラマだが、リジーの心の声は、アニメキャラクターになったリジーがしゃべる。テレビ版全65話と、映画版『リジー・マグワイア・ムービー』（The Lizzie McGuire Movie）があり、日本では映画版と異なりバップビデオから、2005年から2006年にかけて全話のVHSとDVDが発売された。
更に2020年には、事実上の続編でもあるリブート版も制作され、30代突入を目前に憧れの仕事であったデコレーターのアシスタントにつき、料理人の男性と交際・婚約し、絵に描いた様な素敵なニューヨークのアパートに住むと言うリジーが描かれる予定だった。
しかし、複数のショーランナーが突然降板した上に、主演のヒラリー・ダフが、内容や配信先を巡って制作元と対立した為、既に撮影に入っていたにも関わらず、制作中止となった。
キャンセルされた理由は、ストーリーを現在のリジーの年齢に合わせた大人向けの物にしたいと考えていたクリエイターのテリ・ミンスキの意見と、ディズニー側の考えが一致しなかった為だとされている。一方、制作キャンセルが発表された際には、ヒラリーが制作元と対立したことが原因と報じられていた。
2022年3月2日に『パパと恋に落ちるまで』に出演した際の「The Cut」のインタビューに登場したヒラリーは、番組製作がキャンセルになった理由について、双方の考えの違い以外にないとした上で、「実はこの話あんまりしたくないの。この番組の話題になるとネットが炎上しちゃうみたいだから。」と語っていた。その一方で、他の形でリブート版を制作する話も持ち上がっていると言われており、「いつだって可能性はあると思っているわ。リジーがたとえ40歳になったとしてもね。みんな気にすると思えないもの。」と語り、「リジーがどんな人生を歩んでいるのか、視聴者にとって、それはいつだって興味深い事だと思うのよ。」と付け加えた。
更に同年5月12日にも米Women's Healthのインタビューに応じ、リブート版では大人になりすぎることなく、より成長したリジーを描きたいとスタジオに主張した。「彼女（リジー）は、30歳らしい事をする30歳でなければなりませんでした。マリファナを吸ったり一夜限りの恋をしたりする必要はないけど、物語に真実味がなければならなかったんです。だから、スタジオが怖気づいたのだと思います。」と発言。やはりヒラリーと製作側の望む方向性が食い違った事が原因の一つだと物語った。

## ストーリーとおまけ
中学生のリジーとその家族、そして親友のミランダとゴードとの友情を描くファミリー向けコメディー。
シーズン1第1話以外は、プロデューサークレジット後にボーナスパートが流され、シーズン1第10話では撮影の舞台裏、それ以外ではそのお話のNGテイクであり、いずれの中にもアニメキャラクターになったリジーのシーンもある。更にシーズン2第18話ではその後に後日譚が描かれている。

## キャスト

### メインキャスト
リジー・マグワイア (Elizabeth Brooke "Lizzie" McGuire)
演：ヒラリー・ダフ / 声：須藤祐実
主人公。シャイな女の子。人気者になりたいと夢見る不器用なティーンエイジャーとして描かれており、心の声はアニメキャラクターになったリジーがしゃべる。
ミランダ (Miranda Isabella Sanchez)
演：ラレイン / 声：仙台エリ
リジーの親友。3人の中では一番自己中。メキシコ人の家系だが、スペイン語は少ししか話せない。映画版及び最後の６エピソードには家族でメキシコ旅行に出かけているという設定で登場しない。
ゴード (David Zephyr "Gordo" Gordon)
演：アダム・ランバーグ / 声：小林良也
リジーの親友であり、幼馴染。普段は皮肉を言ったり、アドバイスをくれたりと頭が良い。
マット (Matthew "Matt" McGuire)
演：ジェイク・トーマス / 声：海鋒拓也
リジーの弟。
ジョー (Joanne "Jo" McGuire )
演：ハリー・トッド / 声：日野由利加
リジーとマットの母親。
サム (Samuel "Sam" McGuire )
演：ロバート・キャラダイン / 声：二又一成
リジーとマットの父親。

### サブキャスト
ケイト・サンダース (Katherine "Kate" Sanders)
演：アシュリー・ブリーロルト / 声：泉久実子
リジーの元親友。テレビシリーズでは敵役だが、映画版でリジーと和解する。
イーサン (Ethan Craft)
演：クレイトン・スナイダー / 声：風間勇刀
リジーとミランダがあこがれる同級生。後にケイトの彼氏であることが発覚する。
タッジマン (Lawrence "Larry" Tudgeman)
演：カイリー・ドーンズ / 声：浦田優
リジーの同級生で、彼女に片思いをしている。その一方で、虫を食べるなどの奇行をみせる。
クレア・ミラー (Claire Miller)
演：ダヴィーダ・ウィリアムズ
ケイトの親友。ケイトと同じチアリーディング部に属する。
ラニー (Lanny Onasis)
演：クリスチャン・コープリン
マットの親友。喋れないのか、一言も言葉は発しない。
メリーナ (Melina Bianco)
演：カーリー・シュローダー / 声：細野雅世
マットの友人。後にガールフレンドになる。テレビシリーズでは善人だが、映画版ではマットにリジーの秘密を探らせ、金儲けするよう提案するなど、あくどいところがある。
エイミー (Amy Sanders)
演：ヘイリー・ダフ
ケイトの従姉。
ディグ先生 ("Mr. Dig" Digby Sellers)
演：アーヴィー・ロー・ジュニア
リジーが通う中学の先生。リジーのパパと親友になる。
ケリー先生 (Coach Kelly)
演：ドット・ジョーンズ / 声：重松朋
リジーが通う中学の体育教師で、筋骨隆々の見た目をしている。
リジーに新体操を勧めるなど彼女を高く評価し、リジーの相談相手にもなる。
アンディ（Andy）
演： / 声：西村ちなみ
エンジェル（Angel）
演： / 声：鈴木真仁
クラーク・ペンソン（Clark Penson）
演： / 声：峯香織
ヘイウッド
演： / 声：えんどうさや

## エピソード一覧
| 話数 | 話数 | サブタイトル                 | 原題                                 | 放送日         |
| ---- | ---- | ---------------------------- | ------------------------------------ | -------------- |
| 1    | 2    | 悪趣味なセーター             | Picture Day                          | 2001年1月12日  |
| 2    | 1    | チアリーダーに挑戦           | Rumors                               | 2001年1月21日  |
| 3    | 5    | わたしのとくい技             | I've Got Rhythmic                    | 2001年2月9日   |
| 4    | 3    | わたしのママは世界一!?       | When Moms Attack                     | 2001年1月26日  |
| 5    | 6    | 将来の夢                     | Jack of All Trades                   | 2001年2月23日  |
| 6    | 8    | ベビーシッターって大変!      | Misadventures In Babysitting         | 2001年4月6日   |
| 7    | 9    | わたしに清き一票を           | Election                             | 2001年4月20日  |
| 8    | 10   | 結婚プロジェクト             | I Do, I Don't                        | 2001年4月27日  |
| 9    | 11   | 悪い子を直す方法             | Bad Girl McGuire                     | 2001年5月4日   |
| 10   | 12   | あこがれのブラ!              | Between a Rock and a Bra Place       | 2001年5月11日  |
| 11   | 13   | ラウンジ・ミュージックが最高 | Come Fly with Me                     | 2001年6月1日   |
| 12   | 14   | 迷女優!ミランダ              | Random Acts of Miranda               | 2001年6月8日   |
| 13   | 15   | スーパー転校生マット         | Lizzie's Nightmares                  | 2001年6月22日  |
| 14   | 24   | ハロウィーン大作戦           | Night of The Day of the Dead         | 2001年10月5日  |
| 15   | 16   | 地球環境にやさしく           | Obsession                            | 2001年6月29日  |
| 16   | 30   | 映画監督ゴード               | Gordo's Video                        | 2002年1月1日   |
| 17   | 7    | アイドルに会いたい!          | Here Comes Aaron Carter              | 2001年3月23日  |
| 18   | 17   | マットが離れない!            | Sibling Bonds                        | 2001年8月3日   |
| 19   | 19   | ゴードに恋人!                | Gordo and the Girl                   | 2001年8月17日  |
| 20   | 18   | ヒーロー・リジーはうそつき   | Rated Aargh!                         | 2001年8月10日  |
| 21   | 20   | イーサンの家庭教師           | Educating Ethan                      | 2001年8月24日  |
| 22   | 21   | ボウリングは楽しい           | Lizzie Strikes Out                   | 2001年8月31日  |
| 23   | 23   | 夢のスーパーモデル           | Last Year's Model                    | 2001年9月28日  |
| 24   | 29   | 恋のキューピッド             | The Courtship of Miranda Sanchez     | 2001年12月7日  |
| 25   | 25   | 物知りはだれだ?              | Facts of Life                        | 2001年10月12日 |
| 26   | 26   | 初デートのお相手             | Scarlett Larry                       | 2001年11月9日  |
| 27   | 22   | いじわるなゴード             | The Untitled Stan Jansen Project     | 2001年9月21日  |
| 28   | 27   | ふしぎなゲーム               | Gordo and the Magic Dwarves          | 2001年11月16日 |
| 29   | 31   | 大人になりたい!              | Gordo's Bar Mitzvah                  | 2002年1月18日  |
| 30   | 28   | 思い出クッキング             | Lizzie and Kate's Big Adventure      | 2001年11月30日 |
| 31   | 45   | あこがれのリジー             | Just Like Lizzie                     | 2002年8月9日   |
| 32   | 48   | ゴード 高校へ行く            | Movin' On Up                         | 2002年9月13日  |
| 33   | 32   | ファースト・キッス           | First Kiss                           | 2002年2月8日   |
| 34   | 33   | ゆかいなゲームショー         | El Oro De Montezuma                  | 2002年2月22日  |
| 35   | 34   | ママは親友!                  | Mom's Best Friend                    | 2002年3月8日   |
| 36   | 35   | がんばれケイト!              | The Rise and Fall of the Kate Empire | 2002年3月15日  |
| 37   | 42   | すてきなライフプラン         | Over The Hill                        | 2002年7月12日  |
| 38   | 47   | ミランダの悩み               | Inner Beauty                         | 2002年8月30日  |
| 39   | 49   | ケイトの誕生日               | Party Over Here                      | 2002年9月20日  |
| 40   | 36   | アルバイトに挑戦             | Working Girl                         | 2002年3月29日  |
| 41   | 37   | 本当の宝物                   | And The Winner Is                    | 2002年4月26日  |
| 42   | 41   | ミランダは悪い子?!           | In Miranda Lizzie Does Not Trust     | 2002年7月5日   |
| 43   | 38   | 本物はどっち?!               | The Longest Yard                     | 2002年5月17日  |
| 44   | 40   | マットになっちゃった!        | Those Freaky McGuires                | 2002年6月28日  |
| 45   | 57   | ゴードの悩み                 | A Gordo Story                        | 2003年2月28日  |
| 46   | 44   | 涙のダンスパーティー         | You're a Good Man, Lizzie McGuire    | 2003年7月26日  |
| 47   | 43   | なんでもベストワン           | Best Dressed For Much Less           | 2003年7月19日  |
| 48   | 39   | ミステリアスに変身           | Just Friends                         | 2002年6月14日  |
| 49   | 58   | 家族旅行はウエスタン!        | Grubby Longjohn's Olde Tyme Revue    | 2003年3月14日  |
| 50   | 56   | 友好の壁画                   | Bunkies                              | 2003年2月21日  |
| 51   | 65   | 大好き!ぬいぐるみショー      | Magic Train                          | 2004年2月14日  |
| 52   | 50   | 胸騒ぎのカフェテリア         | She Said, He Said, She Said          | 2002年11月22日 |
| 53   | 46   | お忍びデート                 | Lizzie in the Middle                 | 2002年8月23日  |
| 54   | 59   | 恋のスタンドプレー           | The Greatest Crush of All            | 2003年3月21日  |
| 55   | 64   | リジーはモンスター!?         | One of the Guys                      | 2003年11月21日 |
| 56   | 60   | ゴードのおばあちゃん         | Grand Ole Grandma                    | 2003年4月4日   |
| 57   | 61   | なぞのシンデレラボーイ       | My Fair Larry                        | 2003年3月16日  |
| 58   | 63   | 先生をご招待!                | My Dinner With Mr. Dig               | 2003年8月15日  |
| 59   | 52   | 卒業アルバム大作戦           | Lizzie's Eleven                      | 2003年1月1日   |
| 60   | 53   | リジーの悩み相談             | Dear Lizzie                          | 2003年1月24日  |
| 61   | 62   | ゴードの超大作映画!          | The Gordo Shuffle                    | 2003年6月13日  |
| 62   | 54   | ドキドキの推理ゲーム         | Clue-Less                            | 2003年1月31日  |
| 63   | 51   | 最高のクリスマス!話          | Xtreme Xmas                          | 2002年12月6日  |
| 64   | 55   | ステキな思い出               | Bye Bye Hillridge Junior High        | 2003年2月7日   |
| N/A  | 4    | あこがれのプールパーティー   | Pool Party                           | 2001年2月2日   |

## 日本語版制作スタッフ
- 翻訳 - 原口真由美
- 演出 - 岩見純一
- 録音・調整 - 菊池悟史
- 録音製作：ACクリエイト[15]

## 映画
- リジー・マグワイア・ムービー